# Nagrada Silvije Strahimir Kranjčević
Nagrada Silvije Strahimir Kranjčević je književna nagrada koju dodjeljuje Hrvatske matice iseljenika. Dodjeljuje se od 1985. godine. Nosi ime po hrvatskom književniku Silviju Strahimiru Kranjčeviću.
- 1985.:
- 1986.:
- 1987.:
- 1988.:
- 1989.:
- 1990.:
- 1991.:
- 1992.:
- 1993.:
- 1994.:
- 1995.:
- 1996.:
- 1997.:
- 1998.:
- 1999.:
- 2000.:
- 2001.:
- 2002.:
- 2003.:
- 2004.:
- 2005.:
- 2006.:
- 2007.:
- 2008.:
- 2009.:
- 2010.:[1]
1. nagrada: Rudolf Miletich za poeziju,
1. nagrada: Rajko Ljubić za prozu za kratku priču „Ja, mačak"

Povjerenstvo: predsjednica Katica Ivanišević, Branka Kalogjera, Estela Banov
Ocijenjeno je 14 autora. 10 je bilo s pjesničkim radovima.
- Plaketa Hrvatske matice iseljenika - podružnice Rijeka za prozu: Ana Bačić
Plaketa Hrvatske matice iseljenika - podružnice Rijeka za poeziju: Adolf Polegubić
- 2011.:
- 2012.:
- 2013.:
- 2014.: